# Ansião
Ansião – miejscowość w Portugalii, leżąca w dystrykcie Leiria, w regionie Centrum w podregionie Pinhal Interior Norte. Miejscowość jest siedzibą gminy o tej samej nazwie.

## Demografia
| Liczba ludności gminy Ansião (1801–2011) | Liczba ludności gminy Ansião (1801–2011) | Liczba ludności gminy Ansião (1801–2011) | Liczba ludności gminy Ansião (1801–2011) | Liczba ludności gminy Ansião (1801–2011) | Liczba ludności gminy Ansião (1801–2011) | Liczba ludności gminy Ansião (1801–2011) | Liczba ludności gminy Ansião (1801–2011) | Liczba ludności gminy Ansião (1801–2011) | Liczba ludności gminy Ansião (1801–2011) |
| ---------------------------------------- | ---------------------------------------- | ---------------------------------------- | ---------------------------------------- | ---------------------------------------- | ---------------------------------------- | ---------------------------------------- | ---------------------------------------- | ---------------------------------------- | ---------------------------------------- |
| 1801                                     | 1849                                     | 1900                                     | 1930                                     | 1960                                     | 1981                                     | 1991                                     | 2001                                     | 2004                                     | 2011                                     |
| 1 502                                    | 4 940                                    | 13 562                                   | 15 543                                   | 17 268                                   | 15 446                                   | 14 029                                   | 13 719                                   | 13 673                                   | 13 128                                   |

## Sołectwa
Sołectwa gminy Ansião (ludność wg stanu na 2011 r.):
- Alvorge – 1227 osób
- Ansião – 2728 osób
- Avelar – 2169 osób
- Chão de Couce – 1992 osoby
- Lagarteira – 504 osoby
- Pousaflores – 950 osób
- Santiago da Guarda – 3147 osób
- Torre de Vale de Todos – 411 osób